# Вентальо, Нарсисо
Нарсисо Вентальо Сурралес (исп. Narciso Ventalló Surrallés, кат. Narcís Ventalló i Surrallés, 17 октября 1940, Тарраса, Испания — 21 декабря 2018, там же) — испанский хоккеист (хоккей на траве), полузащитник. Бронзовый призёр летних Олимпийских игр 1960 года.

## Биография
Нарсисо Вентальо родился 17 октября 1940 года в испанском городе Тарраса.
Играл в хоккей на траве за «Депортиво» из Таррасы в течение всей карьеры. Выиграл чемпионат Испании (1976), дважды — Кубок Короля (1966, 1975), чемпионат Каталонии (1959).
В 1960 году вошёл в состав сборной Испании по хоккею на траве на Олимпийских играх в Риме и завоевал бронзовую медаль. Играл на позиции полузащитника, провёл 6 матчей, мячей не забивал.
В 1964 году вошёл в состав сборной Испании по хоккею на траве на Олимпийских играх в Токио, занявшей 4-е место. Играл на позиции полузащитника, провёл 9 матчей, мячей не забивал.
В 1968 году вошёл в состав сборной Испании по хоккею на траве на Олимпийских играх в Мехико, занявшей 6-е место. Играл на позиции полузащитника, провёл 7 матчей, забил 1 мяч в ворота сборной Кении.
В 1970 году в составе сборной Испании по хоккею на траве завоевал бронзовую медаль на первом в истории чемпионате Европы в Брюсселе.
Работал юристом. 
В 2013—2016 годах тренировал «Эгару-1935» из Таррасы, в 2016—2018 годах — первую команду «Эгары». 
Умер 22 декабря 2018 года в Таррасе. 

## Семья
Брат Санти также занимался юридической практикой.
Вырастил троих детей: Элису, Ирен и Сисо.